# 데브라 조 럽
데브라 조 럽(Debra Jo Rupp, 1951년 2월 24일 ~ )은 미국의 배우이다.

## 출연 작품
- 완벽한 섹스의 발견 (2014)
- 쉬 원츠 미 (2012)
- 베터 위드 유 (2010)
- 내겐 너무 과분한 그녀 (2010)
- 잭슨 (2008)
- 키킨 잇 올드 스쿨 (2007)
- 스파이메이트 (2006)
- 에어 버디즈 (2006)
- 13번째 여인 (2005)
- 티처스 펫 (2004)
- 가필드 (2004)
- 센스리스 (1998)
- 클럭워처스 (1997)
- 말뚝상사 빌코 (1996)
- 인베이더 (1995)
- 맥쉐인의 최후의 결판 (1994)
- 맥쉐인의 승리자 (1994)
- 별난 커플 (1993)
- FBI 기동 타격대 6 (1993)
- 중년의 함정 (1992)
- 죽어야 사는 여자 (1992)

### 텔레비전
- 사인펠드 (1995-96)
- 프렌즈 (1997-98)
- 요절복통 70 쇼 (1998–2006)
- 애즈 더 월드 턴즈 (2008)
- 완다비전 (2021)